# Pierre Bonnassie
Pierre Bonnassie (né le 24 novembre 1932 à Rignac et mort le 14 mars 2005 à Toulouse), est un historien médiéviste français. 

## Biographie
Élève de Philippe Wolff, agrégé d'histoire, il a longtemps enseigné à l'université de Toulouse-Le Mirail. Spécialiste de la Catalogne et des sociétés méridionales, il a travaillé aussi sur la paysannerie du Haut Moyen Âge, l'économie et les échanges, sur la cellule familiale et sur la question de la genèse du régime féodal. Il considère à ce titre que le XIe siècle constitue une rupture : en Catalogne, une croissance économique précoce a contribué à la destruction de l'ordre public entre 1020 et 1060, et à la formation d'une société féodale imposée par les milites.
Par sa thèse, soutenue en 1973 devant un jury présidé par Georges Duby, Pierre Bonnassie a inspiré le modèle de la « mutation féodale », formulé vers la fin des années 1970. En quelques décennies, les structures de pouvoir et de peuplement auraient subi une profonde transformation. Remise en cause par Dominique Barthélemy, cette mutation est affirmée par d'autres thèses portant sur les régions méridionales : la Provence (Jean-Pierre Poly), l'Auvergne (Christian Lauranson-Rosaz) et le Rouergue (Frédéric de Gournay), par exemple.
Médiéviste internationalement reconnu, Pierre Bonnassie a été le rapporteur des colloques de Rome (1978) et de Gérone (1985). Il a dirigé durant plusieurs années un séminaire d'histoire médiévale à l'université de Toulouse-Le Mirail. En 1988 il a reçu la Creu de Sant Jordi, distinction décernée par la Generalitat de Catalogne. En 1999, un volume d'hommage réunit cinquante-deux contributions de ses étudiants et collègues, parmi lesquels Thomas Bisson, Robert Delort et Pierre Toubert.

## Œuvres historiques
- La organización del trabajo en Barcelona a fines del siglo XV, Barcelone, 1975 (traduction révisé de sa thèse de diplôme d'études supérieures des années 1950).
- La Catalogne du milieu du Xe siècle à la fin du XIe siècle : croissance et mutations d'une société, Toulouse, Presses universitaires du Mirail, 2 t., 1975-1976 (thèse d'État soutenue en 1973).

- Prix Gobert 1977 de l’Académie des inscriptions et belles-lettres.
- « Du Rhône à la Galice : genèse et modalités du régime féodal », in Structures féodales et féodalisme dans l'Occident méditerranéen (Xe – XIIIe siècles), CNRS, 1980 (Actes du colloque de Rome, 1978).
- Les cinquante mots clefs de l'histoire médiévale, Privat, Toulouse, 1981.
- « Survie et extinction du régime esclavagiste dans l'Occident du Haut Moyen Âge (IVe – XIe siècles) », Cahiers de civilisation médiévale, t. XXVIII, 1985, p. 307-343.
- « La genèse et la première expansion du féodalisme catalan (jusqu'à 1150 environ) », in La formació i expansió del feudalisme català, 1986, p. 7-26 (Actes du colloque de Gérone).
- La Catalogne au tournant de l'an mil, Albin Michel, 1990 (édition allégée de la thèse de Pierre Bonnassie).
- From Slavery to Feudalism in South-Western Europe, Cambridge, Cambridge University Press, 1991 (collection d'études publiées antérieurement en traduction anglaise).
- Le clergé rural dans l'Europe médiévale et moderne : Actes des XIIIe journées internationales d'histoire de l'Abbaye de Flaran, Toulouse, Presses universitaires du Mirail, 1995.
- Les sociétés de l'an mil : un monde entre deux âges, De Boeck, 2000.